# Schloss Ricklingen (Schloss)
Das Schloss Ricklingen ist ein früheres Amtshaus im Ortsteil Schloß Ricklingen der Stadt Garbsen in Niedersachsen. Es ist der Namensgeber des Ortes.

## Baubeschreibung

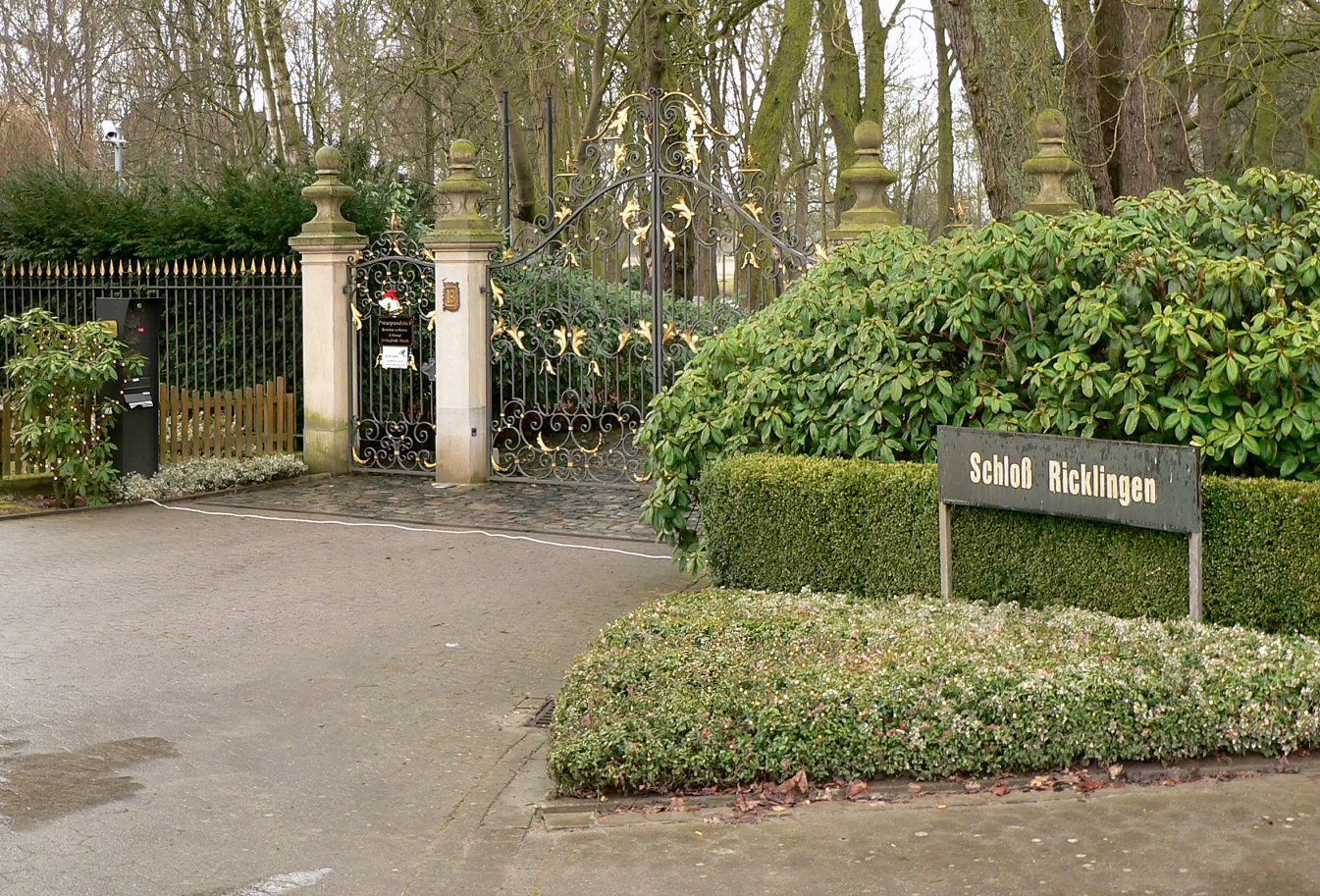
Tor der Schlossauffahrt

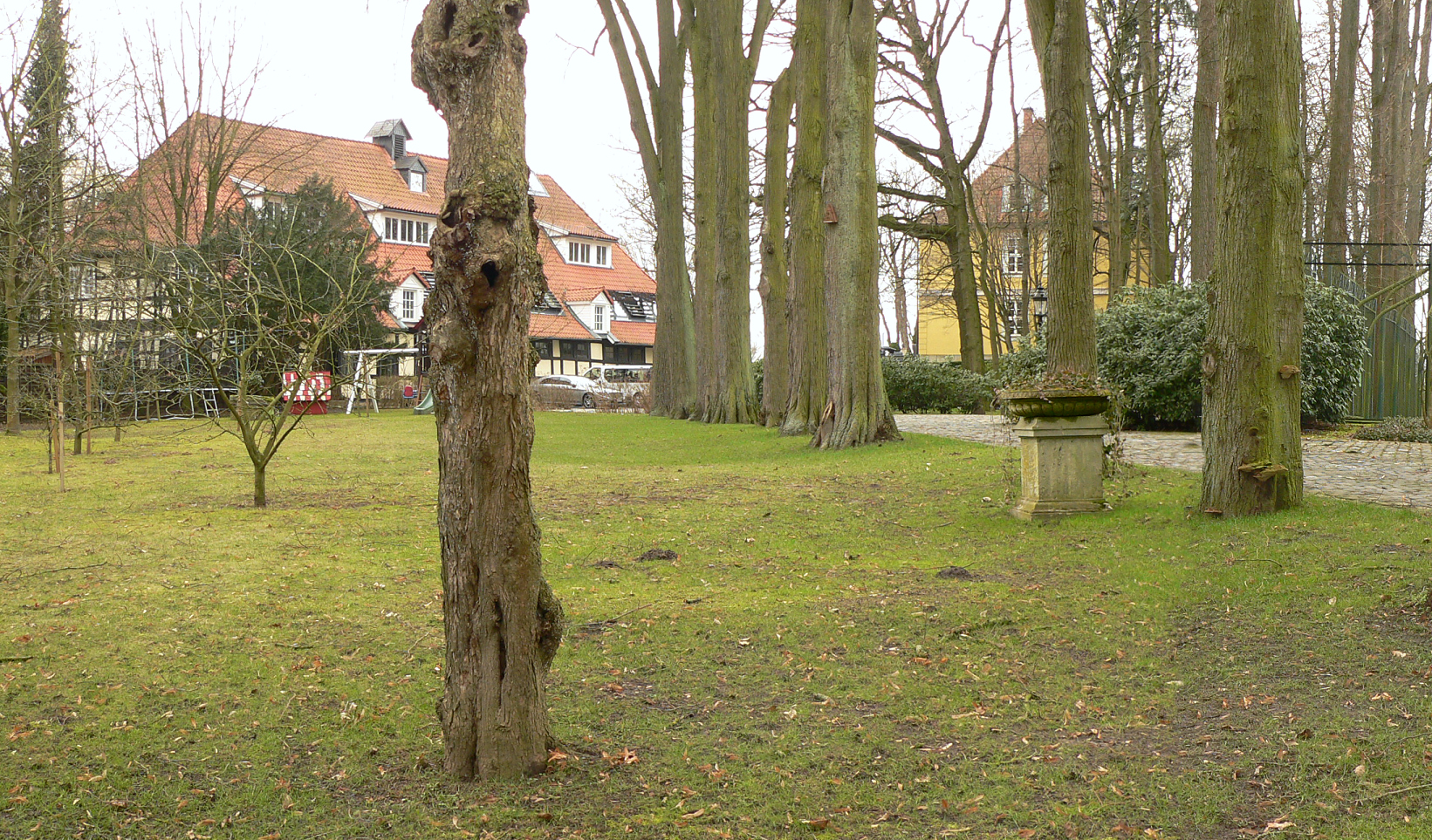
Schlosspark mit Amtshaus und Nebengebäude

Archivarisch überlieferte Inventare über das zwischen 1600 und 1750 bestehende Amtshaus liegen aus den Jahren 1664 und 1709 vor. Die Aufnahme von 1709 beschreibt das Bauwerk und den Gebäudekomplex des Amtshofes in dem Zustand, wie ihn Merian mit einem Stich aus der Zeit um 1650 überlieferte. Beim Amtshaus handelte sich damals um einen zweigeschossigen Fachwerkbau mit Treppenturm. Die Räumlichkeiten im Untergeschoss werden als Brot-, Bier-, Käse-, Butter-, Küchen- und Fleischkeller bezeichnet. Im Erdgeschoss gab es den Untersten Saal, die Küche, eine Altfrauenstube, eine kleine Stube, eine Schlafkammer, die Rothe Hoffstube und die Drosten-Stube. Im Obergeschoss lagen die fürstlichen Gemächer sowie der Vordere Saal und mehrere Kammern. Ein östlicher Anbau beherbergte ein Gefängnis. Zu den weiteren Gebäuden des Amtshof zählten ein Back- und Brauhaus, eine Kornscheune, ein Pferdestall, ein Schweinestall, ein Vorwerk mit angebauter Meierei und ein zweigeschossiges Pforthaus als Wohnung und Amtsstube des Amtsschreibers. Den Gebäudekomplex grenzten Holzzäune und die Gewässer Moor-Beeke sowie Leine ab.
Das heutige, um 1750 errichtete Amtshaus ist ein zweigeschossiger bündig abgezimmerter Fachwerkbau, der sich an herrschaftlichen Bauten orientiert. Das 11-achsige Gebäude weist seitlich zum Vorhof eine geschwungene Freitreppe auf. Auf dem Vorhof befindet sich eine runde Teichanlage, die um 1900 aus einem Rasenrund bzw. einer Blumenrabatte bestand. Die massive Gebäudeumkleidung wurde in der Nachkriegszeit aus Brandschutzgründen aufgebracht.
Das Amtshaus ist von einem weitläufigen Park umgeben, dessen Teiche und geschwungene Wege im 19. Jahrhundert entstanden sind. In den 1980er Jahren kam es zu einer Instandsetzung des Gebäudes und ab 2002 zu einer aufwendigen Restaurierung. Neben dem Amtshaus befindet sich eine frühere Scheune, die im 18. Jahrhundert als langgestreckter Wandständerbau errichtet wurde.

## Geschichte

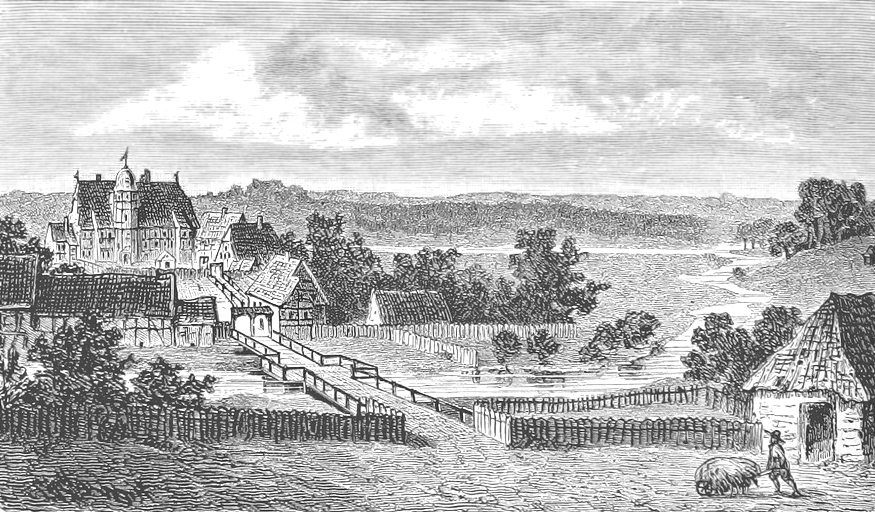
Schloss Ricklingen als Sitz des Amtes Ricklingen auf einem Merian-Stich um 1650

Eine Vorläuferanlage des Amtshauses war eine Wasserburg, die sich in strategisch günstiger Lage nahe der Leine befand. Sie wurde um 1225 durch Graf Konrad II. von Roden erbaut. 1333 kam die Burganlage an die Herzöge von Braunschweig-Lüneburg, die sie verpfändeten. Auf diese Weise wurde sie zum Sitz von Dietrich von Mandelsloh, dessen Raubritter Kaufleute und Leineschiffer überfielen. Bei der Belagerung der Burg 1385 in der Zeit des Lüneburger Erbfolgekrieges wurde Herzog Albrecht von Sachsen-Wittenberg durch die Kugel einer Blide tödlich verwundet. An ihn erinnert das Herzog-Albrecht-Denkmal im Ort. Die Burg wurde erobert, fiel aber im Friedensschluss an die Herzöge von Braunschweig-Lüneburg zurück. Obwohl bei der Eroberung nur die Vorburg abbrannte, scheint die Burg als solche ganz aufgegeben worden zu sein.
1399 wurde angeblich aus Teilen der Burggebäude ein erstes Amtshaus errichtet, wahrscheinlicher ist aber eine Verlagerung 200 m nach Südosten an den heutigen Standort. Darin hatte das Amt Ricklingen seinen Sitz, das das Gebiet um das heutige Garbsen verwaltete. Um 1600 wurde das Gebäude durch einen zweigeschossigen Fachwerkbau mit Treppenturm ersetzt, den Merian mit einem Kupferstich um 1650 überlieferte. Das Gebäude wurde nach Abbruch um 1750 durch das heute noch vorhandene repräsentative Amtshaus ersetzt. Es diente bis zur Auflösung des Amtes Ricklingen 1852 als Sitz des Amtsvogtes. Von 1866 bis zu seinem Tod 1884 bewohnte der letzte hannoversche Kriegsminister des Königreichs Hannover General Eberhard von Brandis das Amtshaus. Während des Ersten und Zweiten Weltkriegs wurde das Gebäude als Lazarett genutzt. In der Nachkriegszeit diente das Amtshaus als Altenheim und etwa 30 Jahre lang als Auktionshaus. Seit 2002 steht das Bauwerk in Privatbesitz.